# Lisle (Illinois)
Lisle es una villa ubicada en el condado de DuPage en el estado estadounidense de Illinois. En el Censo de 2010 tenía una población de 22390 habitantes y una densidad poblacional de 1.231,28 personas por km².

## Geografía
Lisle se encuentra ubicada en las coordenadas 41°47′32″N 88°5′16″O / 41.79222, -88.08778. Según la Oficina del Censo de los Estados Unidos, Lisle tiene una superficie total de 18.18 km², de la cual 17.72 km² corresponden a tierra firme y (2.58%) 0.47 km² es agua.

## Demografía
Según el censo de 2010, había 22390 personas residiendo en Lisle. La densidad de población era de 1.231,28 hab./km². De los 22390 habitantes, Lisle estaba compuesto por el 77.68% blancos, el 5.63% eran afroamericanos, el 0.09% eran amerindios, el 11.94% eran asiáticos, el 0.04% eran isleños del Pacífico, el 2.47% eran de otras razas y el 2.15% pertenecían a dos o más razas. Del total de la población el 7.55% eran hispanos o latinos de cualquier raza.